# Leopold Schulz von Straßnitzki
Prof. Jur. Dr. Phil. Dr. Leopold Ludwig Schulz von Straßnitzki (5. října 1743 Vídeň – 4. února 1814 Vídeň) byl rakouský kameralista, děkan Filosofické fakulty, rektor olomouckého lycea, hejtman Brněnského kraje a Krakovského kraje.

## Život
Leopold Schulz se narodil jako druhý syn Antona Schulze, který stál při založení vídeňské porcelánové fabriky, a který také jako první ve Vídni použil emailové barvení. Leopold navštěvoval gymnázium (v takzvaném filosofickém ročníku) a poté absolvoval studium na Právnické fakultě Vídeňské univerzity. Mezi jeho učiteli zde byli slavní Karl Martini, Gaspari a Josef von Sonnefels. Po studiích se v roce 1766 stal profesorem na katedře policejních a kamerálních věd Klagenfurtského lycea. Zde nechal vytisknout Sonnenfelsovy přednášky (s autorovým svolením), které pak používal jako hlavní výukový materiál. Od října 1768 byl sekretářem Korutanské hospodářské komory.
Dne 22. září 1772 byl ustanoven profesorem politických a kamerálních věd olomoucké univerzity. Kamerální vědy byly prve součástí filosofické fakulty a po roce 1780 pak fakulty právnické. V Olomouci jej nečekalo vřelé přijetí. Jelikož vyučoval německy, a ne latinsky, a také protože nebyl doktorem filosofie, tak mu zprvu jezuité zamezili přístup do auly. Jezuitská reakce se mu všemožně snažila znepříjemnit vyučování, také proto že se jezuité snažili získat katedru politických a kamerálních věd pro sebe, nicméně jejich řád byl již na podzim 1773 rozpuštěn. 29. května 1773 byl Schulz dekretem promován doktorem filosofie a svobodných umění, a to i přesto, že nesložil všechna vyžadovaná rigoróza.
V roce 1777 Schulz přepracoval Sonnenfelsovu výuku policejních věd a, se svolením autora, je dal vytisknout. Podle tohoto svazku pak vedl výuku. Olomoucká univerzita byla v roce 1778 přesunuta do Brna, kde se Schulz stal členem studijní komise. V roce 1780–81 a pak opětovně 1782–83 se Schulz stal děkanem Filosofické fakulty, v druhém období již opět v Olomouci, avšak se statutem školy redukovaným na akademické lyceum. V roce 1784 byl Schulz zvolen rektorem lycea. Povedlo se mu uspořádat univerzitní akta, která byla od roku 1760 v neutěšeném stavu. Poté, co byla katedra politických věd přesunuta na právnickou fakultu, a vyučující tedy museli mít titul doktora práva, jej Schulz v březnu 1785 řádně získal na Vídeňské univerzitě.
V roce 1787 byl Schulz ustaven guberniálním radou Moravy a Slezska a hejtmanem Brněnského kraje. Jmenovací císařský dekret byl psaný v češtině. Přísahu složil v lednu 1788, kdy také skončil s přednáškami v Olomouci. V roce 1796 byl Schulz ustaven hejtmanem Krakovského kraje a gubernálním radou Západní Haliče. Haličské klima se ukázalo být pro Schulzovy nedobrým – Schulzova manželka zemřela v roce 1802 v Krakově, a Schulz sám o rok později, v den svých 60. narozenin, pro nemoc odešel do penze, kterou strávil ve Vídni, kde také stár 71 let zemřel.
V roce 1808 mu byl udělen predikát "von Strasznitzki".

## Výběr díla
- (spoluautor Joseph von Sonnenfels) Auszug aus den Polizey- Grundsäßen des Professors v. Sonnenfels, Klagenfurt 1768
- Lehrsätze und Fragen aus der Einleitung in die Staatswissenschaft und der sämmtlichen Polizei, Olomouc 1774
- (spoluautor Joseph von Sonnenfels) Tabellarischer Entwurf über die Grundsätze der Polizey, Handlung und Finanz, Brno 1776–77 (1791) (1798)
- Von den Pflichten eines angehenden und eines wirklichen Staatsbeamten, Brno 1777
- Ueber Verhinderung mancher Unglücksfälle in Städten, 1779